# Siete cabezas
Siete cabezas és una pel·lícula dramàtica i de thriller colombiana de 2017 dirigida i escrita per Jaime Osorio Márquez i protagonitzada per Andrés Castañeda, Valentina Gómez, Alexander Betancur, Philippe Legler i Carlos Mariño.

## Sinopsi
Marcos és un tímid guardaboscos que veu amenaçada la seva tranquil·litat quan Camila i Leonardo, una parella de biòlegs, arriba a la seva regió a investigar l'estranya mortaldat d'animals que s'està presentant en el bosc. Quan Marcos comença a desitjar carnalment a la dona, deslliga una increïble bogeria que no pot controlar.

## Repartiment
- Alexander Betancur és Marcos.
- Valentina Gómez és Camila.
- Philippe Legler és Leonardo.

## Recepció
Va formar part de la secció oficial del LI Festival Internacional de Cinema Fantàstic de Catalunya